# Cinecittà World
Cinecittà World è un parco divertimenti a tema cine-televisivo, sito nel comune di Roma, presso Castel Romano. 
Con la realizzazione delle scenografie di Dante Ferretti è composto da 40 attrazioni, 6 spettacoli in scena nei teatri e all'aperto e 7 aree tematiche sviluppate su una superficie complessiva di 300.000 m². 
Il Parco è nato il 24 luglio 2014, per iniziativa degli imprenditori Luigi Abete, Aurelio De Laurentiis e Diego Della Valle. Tra i soci figura anche Stefano Cigarini, ex Amministratore Delegato di Gardaland. La prima stagione completa del parco è stata nell'anno 2015.
Il progetto di Resort di Cinecittà World include il parco acquatico Aqua World, aperto nel 2019 come area tematica di Cinecittà World, dall'estate 2024 accessibile anche come Parco acquatico a sé stante. Nella riserva naturale a fianco di Cinecittà World ha aperto il parco esperienziale Roma World, dedicato all'antica Roma, dotato anche di tende per il pernottamento a tema. Cinecittà World sorge sui terreni dei vecchi studi cinematografici Dinocittà, realizzati negli anni sessanta da Dino De Laurentiis, di cui sono presenti i teatri di posa e alcuni edifici riconvertiti per ospitare show e attrazioni al coperto.

## Attrazioni
Le attrazioni presenti nel parco sono 40 e si dividono in 3 categorie: adrenalina, famiglia, bambini.
| Nome                  | Caratteristiche | Modello                      | Casa Costruttrice | Anno                                                                              | Categoria  | Area Tematica   |
| --------------------- | --- | ---------------------------- | ----------------- | --------------------------------------------------------------------------------- | ---------- | --------------- |
| Volarium              | Flying theatre a tema futuristico in cui viene proiettato un viaggio tra le opere di Leonardo da Vinci e sulla Firenze del 1500                       | Flying Theatre               | Simtec Systems    | 2019                                                                              | Famiglia   | Adventureland   |
| Assassin's Creed      | Labirinto in realtà virtuale basata sull'action-game Assassin's Creed                                                                                 | Virtual Arcade               | Polymorph         | 2019                                                                              | Famiglia   | Far West        |
| Horror House          | Horror House basata sui grandi successi horror e situata nei sotterranei dell'area Far West                                                           | Horror House (Walktrough)    |                   | 2017                                                                              | Adrenalina | Far West        |
| Altair CCW-0204       | Multi Inversion coaster a tema futuristico, secondo coaster con più inversioni al mondo dopo The Smiler a Alton Towers                                | Multi Inversion Coaster      | Intamin           | 2014                                                                              | Adrenalina | Spaceland       |
| Indiana               | È una torre di caduta libera alta 60 m che si sviluppa sulla schiena di un grosso elefante                                                            | Drop Tower                   | Intamin           | 2014                                                                              | Adrenalina | Adventureland   |
| Rodeo                 | Autoscontro a tema western | Bumper Cars                  |                   | 2017                                                                              | Famiglia   | Far West        |
| Aqua Rodeo            | Autoscontro sull'acqua. Versione acquatica di Rodeo                                                                                                   | Water Bumper Cars            |                   | 2017                                                                              | Famiglia   | Far West        |
| Hotel Transilvania    | Percorso walk through liberamente ispirato alla leggenda del Conte Dracula, con attori e memorabilia a tema                                           | Mostra                       |                   | 2017                                                                              | Famiglia   | Cinecittà World |
| La Guerra dei Mondi   | Attrazione in realtà virtuale ambientata nel set di un film apocalittico                                                                              | Living Systems               | THESIS            | 2017                                                                              | Famiglia   | Cinecittà World |
| Inferno               | Family drop coaster indoor ispirato all'inferno di Dante                                                                                              | Family indoor Drop Coaster   | Intamin           | 2014                                                                              | Famiglia   | Adventureland   |
| Aktium                | Supersplash a tema romano ambientato durante la battaglia di Azio. L'attrazione presenta due discese e raggiunge i 70 Km/h di velocità                | Super Splash                 | Mack Rides        | 2014                                                                              | Famiglia   | Roma            |
| U-571                 | Walktrough all'interno del set originale dei film U-571 e Il Comandante che ricostruisce gli interni di un sommergibile della seconda guerra mondiale | Walk-Through                 |                   | 2014                                                                              | Famiglia   | Adventureland   |
| Jurassic War          | Immersive tunnel a tema dinosauri in 4D preceduto da un Padiglione con Dinosauri animatronici.                                                        | Immersive Tunnel, Walktrough | Simworx           | 2018                                                                              | Famiglia   | Adventureland   |
| Le Tazze              | Attrazione formata da vetture simili a grandi calderoni che ruotano in un movimento vorticoso                                                         | Spinning Family Ride         | Zamperla          | 2014                                                                              | Bambini    | Roma            |
| Torre di Controllo    | Torre di caduta con movimenti saliscendi | Jumpin' Tower                | Zamperla          | 2014                                                                              | Bambini    | Spaceland       |
| Saltarello            | Attrazione con rotazione di bracci meccanici e e vetture che rimbalzano avanti e indietro                                                             | Jumper Ride                  | Zamperla          | 2014                                                                              | Bambini    | Roma            |
| Bici Volanti          | Attrazione con vetture che salgono o scendono azionando i pedali                                                                                      | Magic Bikes                  | Zamperla          | 2014                                                                              | Bambini    | Spaceland       |
| Pompieri              | Attrazione acquatica con vettura a forma di camion dei pompieri dove sfidarsi a colpi di spuzzi d'acqua                                               | Fire Brigade                 | Zamperla          | 2017                                                                              | Bambini    | Spaceland       |
| Aviator               | Aeroplanini volanti | Mini Jet Ride                | Zamperla          | 2017                                                                              | Bambini    | Adventureland   |
| Velocità Luce         | Pista di vetture elettriche a tema rétro/futuristico                                                                                                  | Race track                   | Vari              | 2014 ma rinnovato nel 2018                                                        | Bambini    | Spaceland       |
| Giocarena             | Grande Playground al chiuso su tre piani | Family Playground            |                   | 2014 come "Il Proiettore Incantato" ,2017 come "Giocarena", ma rinnovato nel 2019 | Bambini    | Adventureland   |
| Il treno del west     | Un percorso a tema a bordo di piccoli furgoncini colorati                                                                                             | Car Convoy                   | Zamperla          | 2014 come "Caminiera", ma rinnovato nel 2018                                      | Bambini    | Far West        |
| Giochi a Premi        | Giochi a premi a tema West | Giochi a premi               | Vari              | 2022                                                                              | Bambini    | Far West        |
| Missione Laser        | Percorso al buio in cui attraversare un reticolo di laser nel minor tempo possibile. Attrazione a pagamento                                           | Skill game                   | Extraball         | 2017                                                                              | Famiglia   | Spaceland       |
| Cinetour              | Mostra di sculture e scenografie usate in diversi film                                                                                                | Mostra                       | Creature studios  | 2018                                                                              | Famiglia   | Cinecittà World |
| I-Fly                 | Montagna russa "da salotto" in realtà virtuale | VR Coaster experience        | Polymorph         | 2018                                                                              | Famiglia   | Cinecittà World |
| Salto Pazzo           | Tre trampolini da 3,40 m, 5 m e 6,20 m | Trampolini                   |                   | 2022                                                                              | Famiglia   | Roma            |
| Il giardino degli Dei | Walktrough all'interno di un giardino con statue romane                                                                                               | Walktrough                   |                   | 2022                                                                              | Famiglia   | Roma            |

## Spettacoli
| Nome                          | Descrizione                                                                          | Luogo            | Durata     |
| ----------------------------- | ------------------------------------------------------------------------------------ | ---------------- | ---------- |
| Welcome Show                  | Live show di benvenuto nella Cinecittà Street - Set del film Gangs of New York       | Cinecittà street | 15 m       |
| Sognando Hollywood            | Musical dedicato ai grandi film di Hollywood                                         | Teatro 1         | 30 m       |
| Incanto                       | Live Show danzante, con ballerini perfomer ispirato alle grandi scene del cinema     | Teatro 4         | 20 m       |
| Stunt Show: scuola di polizia | Stunt show, con utilizzo di auto, moto e camion                                      | Arena Stunt      | 20 m       |
| Far West Show                 | Country show                                                                         | Far West area    | 15 m       |
| Parata del Cinema             | Parata di carri e vetture a tema cinematografico                                     | Cinecittà Street | 20 m       |
| Animazioni                    | Meet e greet con personaggi del cinema, animatronici di dinosauri e altri characters | Parco            | 5-10 m cad |

## Aree Tematiche
| Nome            | Descrizione                                     | Attrazioni                                                                                  | Ristoranti                                                                          | Negozi                         |
| --------------- | ----------------------------------------------- | ------------------------------------------------------------------------------------------- | ----------------------------------------------------------------------------------- | ------------------------------ |
| Cinecittà World | Main street a tema anni 20                      | - La guerra dei mondi - I-Fly - CineTour - Hotel Transilvania                               | - Il caffè di Cinecittà World (Cafè) - American Bar (BAr) - Charleston (Ristorante) | - Cinecittà Shop               |
| Spaceland       | Area fantascientifica dedicata ai film Sci-Fi   | - Altair - Velocità luce - Missione laser - Torre di controllo - Pompieri - Bici volanti    | N.D                                                                                 | - Altair Shop                  |
| Roma            | Area a tema romano durante la battaglia di Azio | - Aktium - Saltarello - Salto Pazzo - Le Tazze - Il Giardino degli Dei                      | - Roma- Pasta e Fast food (Self service)                                            | - Roma Shop                    |
| Adventureland   | Area a tema avventura in una giungla            | - Indiana Adventure - Inferno - Jurassic War - Volarium - U-571 - Aviator - Giocarena       | - Jurassic Bar (Bar)                                                                | - Jurassic Shop - Inferno Shop |
| Far West        | Villaggio west                                  | - Horror house - Assassin's Creed - Rodeo - Aqua Rodeo - Il treno del West - Giochi a premi | - Saloon (Steakhouse)                                                               | N.D                            |

## Aqua World
Parco acquatico di Cinecittà World. Ha aperto come parco autonomo nel 2024 e contiene 4 Attrazioni. Ha un ristorante, il Ristobar Aqua World.
| Nome               | Descrizione | Tipologia   | Anno |
| ------------------ | --- | ----------- | ---- |
| Paradiso           | Fiume lento da percorrere a bordo di gommoni, trasportati dalla corrente.                                                               | Lazy River  | 2022 |
| Cinepiscina        | Piscina di ca 1800 m² con un'altezza massima di 1,4m dotata di schermo incastonato nell'acqua dove vengono proiettati film e spettacoli | Piscina     | 2019 |
| Phuket Beach       | Spiaggia all'interno del fiume Paradiso                                                                                                 | Spiaggia    | 2022 |
| Vortex e Boomerang | Gruppo di scivoli da effettuarsi con gommoni a due posti e partenza da torre di lancio di ca 15 metri di altezza.                       | Slide Tubes | 2023 |

## Roma World
Parco tematico dedicato all'antica Roma con 16 attività, 4 spettacoli, 1 ristorante e 1 Campeggio a tema.

## Attività
| Nome                                                  |
| ----------------------------------------------------- |
| Un giorno da Antico Romano                            |
| Fattoria degli Animali                                |
| La taberna: Mangia come gli antichi                   |
| Tiro con l'arco                                       |
| Percorso Avventura / Playground bambini nel bosco     |
| Tour Botanico con guida dedicata e sentieri nel bosco |
| Antico mercato romano                                 |
| Esperienza da Gladiatore per un giorno                |
| Esperienza Falconiere per un giorno                   |
| Il Castrum                                            |
| Tempio di Giunone                                     |

## Spettacoli
| Nome                                           | Location             |
| ---------------------------------------------- | -------------------- |
| Spettacolo Dei Gladiatori                      | Arena Gladiatori     |
| Spettacolo Dei Rapaci                          | Arena Falconieri     |
| Sfida l'arciere                                | Area Tiro con l'arco |
| Spettacolo Roma On Fire (pomeridiano e serale) | Arena Ben Hur        |

## Ristorante e Campeggio
| Nome                                    | Descrizione                                          |
| --------------------------------------- | ---------------------------------------------------- |
| Taberna: Mangia come gli Antichi Romani | Taverna all'aperto con cibi antichi                  |
| Dormi come i Legionari                  | Tende da 2 a 6 posti con letti in modalità campeggio |

## Il Regno del Ghiaccio
Snow park indoor prodotto dalla Industrial Frigo aperto nel 2018, si trova all'interno di Cinecittà World. Contiene 4 attrazioni e 1 ristorante, Bar Il Regno del Ghiaccio.
| Nome          | Descrizione                                                                                                  | Tipologia                         |
| ------------- | --- | --------------------------------- |
| Kamikice      | Scivolo di ghiaccio da fare con slittino                                                                     | Ice ride                          |
| Palle di neve | Playground con nevicata dal vivo e cannone sparaneve con la quale ci si può sfidare a colpi di palle di neve | Snow Playground                   |
| Pattiniamo    | Pista da pattinaggio sul ghiaccio                                                                            | Pista da pattinaggio sul ghiaccio |
| Scivolone     | Multipista scivolo sulla neve da fare a bordo di apposite ciambelle                                          | Ice Racer                         |

## Media
- Nel 2019 ha ospitato il programma televisivo di Canale 5, Eurogames .
- Nel parco è stato girato il film Din Don - Viaggio di nozze a Cinecittà World andato in onda in prima tv su Italia1 il 3 agosto 2025.